# Liste der Olympiasieger im Hockey
Die Liste der Olympiasieger im Hockey bietet einen Überblick über sämtliche Medaillengewinner in den Hockeywettbewerben der Olympischen Sommerspiele. Aufgrund der umfangreichen Datenmenge erfolgt eine Unterteilung in vier Teillisten.
- Unter „Medaillengewinner“ sind sämtliche männlichen Medaillengewinner seit 1908 aufgeführt.
- Unter „Medaillengewinnerinnen“ sind sämtliche weiblichen Medaillengewinner seit 1980 aufgeführt.
- Die Liste „Die erfolgreichsten Teilnehmer“ führt sämtliche Athleten auf, die mindestens zwei Goldmedaillen haben.
- Die Liste „Nationenwertungen“ enthält die Medaillenspiegel, aufgeschlüsselt nach Gesamtzahl der gewonnenen Medaillen und nach Geschlecht.

## Olympische Hockeyturniere der Herren
| Olympische Spiele   | Gold           | Silber         | Bronze             | 4. Platz       |
| ------------------- | -------------- | -------------- | ------------------ | -------------- |
| 1908 London         | England        | Irland         | Schottland Wales   |                |
| 1920 Antwerpen      | Großbritannien | Dänemark       | Belgien            | Frankreich     |
| 1928 Amsterdam      | Indien         | Niederlande    | Deutschland        | Belgien        |
| 1932 Los Angeles    | Indien         | Japan          | Vereinigte Staaten |                |
| 1936 Berlin         | Indien         | Deutschland    | Niederlande        | Frankreich     |
| 1948 London         | Indien         | Großbritannien | Niederlande        | Pakistan       |
| 1952 Helsinki       | Indien         | Niederlande    | Großbritannien     | Pakistan       |
| 1956 Melbourne      | Indien         | Pakistan       | Deutschland        | Großbritannien |
| 1960 Rom            | Pakistan       | Indien         | Spanien            | Großbritannien |
| 1964 Tokio          | Indien         | Pakistan       | Australien         | Spanien        |
| 1968 Mexiko-Stadt   | Pakistan       | Australien     | Indien             | Deutschland    |
| 1972 München        | BR Deutschland | Pakistan       | Indien             | Niederlande    |
| 1976 Montréal       | Neuseeland     | Australien     | Pakistan           | Niederlande    |
| 1980 Moskau         | Indien         | Spanien        | Sowjetunion        | Polen          |
| 1984 Los Angeles    | Pakistan       | BR Deutschland | Großbritannien     | Australien     |
| 1988 Seoul          | Großbritannien | BR Deutschland | Niederlande        | Australien     |
| 1992 Barcelona      | Deutschland    | Australien     | Pakistan           | Niederlande    |
| 1996 Atlanta        | Niederlande    | Spanien        | Australien         | Deutschland    |
| 2000 Sydney         | Niederlande    | Südkorea       | Australien         | Pakistan       |
| 2004 Athen          | Australien     | Niederlande    | Deutschland        | Spanien        |
| 2008 Peking         | Deutschland    | Spanien        | Australien         | Niederlande    |
| 2012 London         | Deutschland    | Niederlande    | Australien         | Großbritannien |
| 2016 Rio de Janeiro | Argentinien    | Belgien        | Deutschland        | Niederlande    |
| 2020 Tokio          | Belgien        | Australien     | Indien             | Deutschland    |
| 2024 Paris          | Niederlande    | Deutschland    | Indien             | Spanien        |

## Olympische Hockeyturniere der Damen
| Olympische Spiele   | Gold           | Silber              | Bronze             | 4. Platz            |
| ------------------- | -------------- | ------------------- | ------------------ | ------------------- |
| 1980 Moskau         | Simbabwe       | Tschechoslowakei    | Sowjetunion        | Indien              |
| 1984 Los Angeles    | Niederlande    | BR Deutschland      | Vereinigte Staaten | Australien          |
| 1988 Seoul          | Australien     | Südkorea            | Niederlande        | Großbritannien      |
| 1992 Barcelona      | Spanien        | Deutschland         | Großbritannien     | Südkorea            |
| 1996 Atlanta        | Australien     | Südkorea            | Niederlande        | Großbritannien      |
| 2000 Sydney         | Australien     | Argentinien         | Niederlande        | Spanien             |
| 2004 Athen          | Deutschland    | Niederlande         | Argentinien        | Volksrepublik China |
| 2008 Peking         | Niederlande    | Volksrepublik China | Argentinien        | Deutschland         |
| 2012 London         | Niederlande    | Argentinien         | Großbritannien     | Neuseeland          |
| 2016 Rio de Janeiro | Großbritannien | Niederlande         | Deutschland        | Neuseeland          |
| 2020 Tokio          | Niederlande    | Argentinien         | Großbritannien     | Indien              |
| 2024 Paris          | Niederlande    | Volksrepublik China | Argentinien        | Belgien             |